# Paraguayi spanyol nyelvjárás

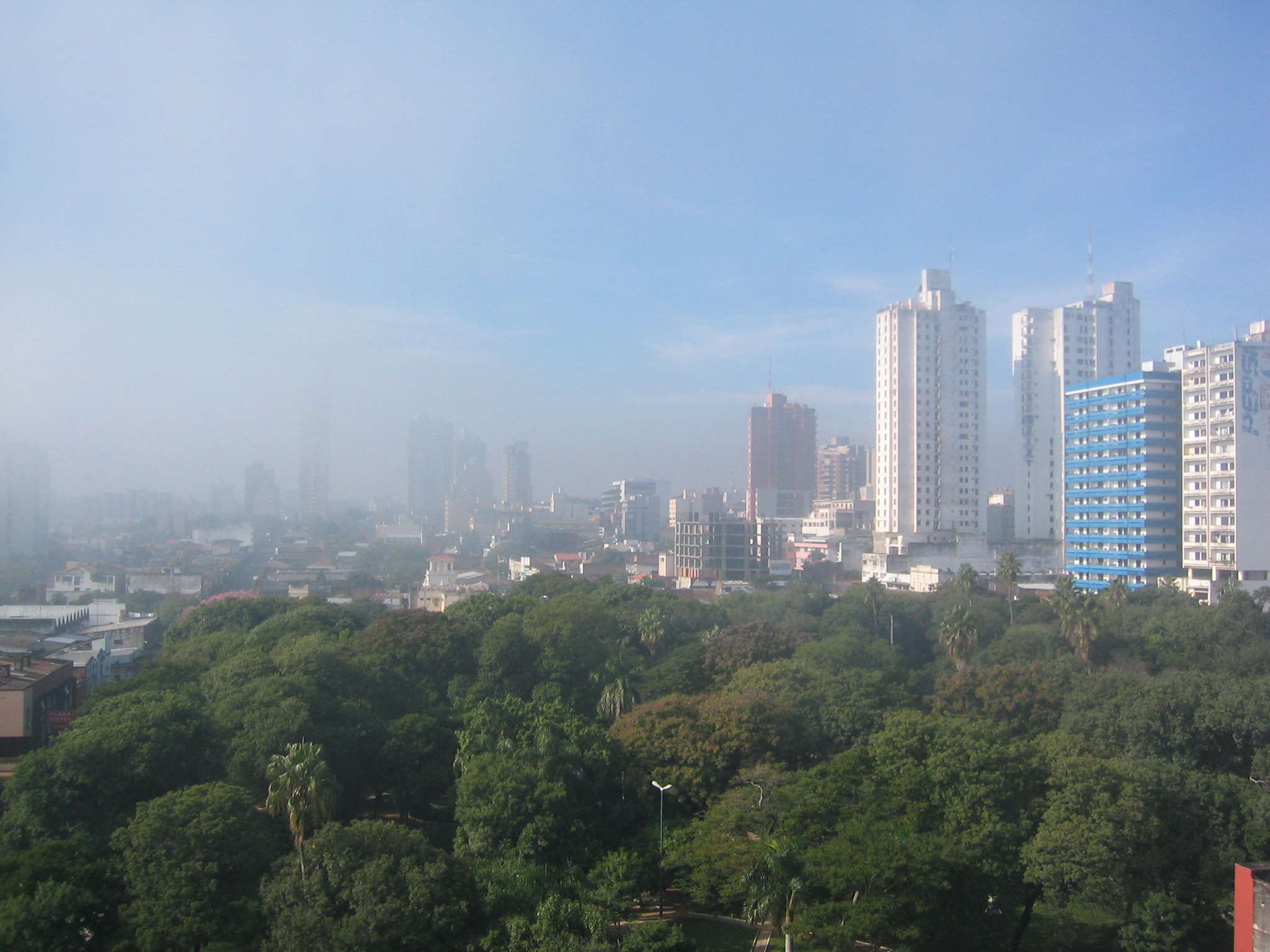
Paraguay fővárosa, Asunción látképe

A paraguayi spanyol nyelvjárás (español paraguayo) a kasztíliai spanyol nyelv Paraguayban használt változata, ahol kétnyelvűségben él a guaranival, amely a spanyol mellett az ország második hivatalos nyelve. A 2002-es népszámlálás szerint az ország mintegy 5,1 millió lakosa közül 3,5 millióan, a népesség 63% beszél spanyolul, beleértve az egy- és kétnyelvűeket is. A paraguayi spanyol viszonylag egységes nyelvjárás. Jellegzetességei közé tartozik a polimorfizmus, főként a hangrendszerben: gyakran még ugyanannál a beszélőnél is előfordul egy-egy hang többféle kiejtési változata. A külső befolyásoló tényezők vonatkozásában elsősorban a guaraní hatásával kell számolni. A szókincsre az archaizmus jellemző. Bizonyos mássalhangzók (-s, d) ejtésváltozatait figyelembe véve a paraguayi spanyol a déli (meridional) típusú spanyol nyelvjárások közé tartozik.

## Hangtani jellegzetességek
A paraguayi spanyol főbb fonetikai és fonológiai vonásai az alábbiak szerint foglalhatóak össze:
- A magánhangzórendszer általánosságban véve nem tér el a spanyol köznyelvtől; az ea, eo, oa kettőshangzóvá alakulása csak ritkán fordul elő.
- A -b- magánhangzók, illetve magánhangzó és mássalhangzó között félhangzóvá [w] válhat, olykor ki is eshet a népies nyelvhasználatban.
- Az f ejtése bilabiális [ɸ], a falusi területeken hehezetté egyszerűsödhet.
- A művelt beszélők között megfigyelték a v labiodentális ejtését.
- Az -ado végződésben és a szó végén a -d- gyakran kiesik: nublado → nublao ’borult [ég]’, verdad → verdá ’igazság’.
 A -dm- csoportra különböző artikulációs megoldások jellemzőek, úgymint hasonulás: administrar → a(m)ministrar ’igazgat’; részleges hasonulás: → alministrar; rotacizmus: → arministrar, stb.
- Az s szó végén megmaradhat, hehezetté alakulhat, vagy kieshet. Szótag végén zöngétlen mássalhangzó előtt hehezetként valósul meg, zöngés mássalhangzó előtt általában kiesik. Előfordul az [θ] hang is (lásd: seseo–ceceo).
- Gyakori az -r és az -rr-, valamint a tr- csoport gyakran asszibilálódik (réshangszerűvé válik).
- Az ll /ʎ/és az y /ʝ/ fonémák ejtését többnyire megkülönböztetik egymástól (akárcsak Bolíviában); ebben az esetben az y inkább zárhangként [ɟ], mint réshangként valósul meg. A nem megkülönböztető beszélőknél (yeísmo) mindkettő általában réshangként – [ʝ]~[ʒ] – ejtődik.
- A /x/ hangot (írásban j, ge, gi) lágyabban ejtik, mint Kasztíliában, sokszor csak erős vagy gyenge hehezetként.

## Nyelvtani sajátosságok
A paraguayi spanyol főbb morfoszintaktikai jellemzői a következőek:
- Mint a többi spanyol-amerikai nyelvjárásban, a vosotros névmás nem használatos, helyette az ustedes él; a tú helyett pedig a vos névmást használják a neki megfelelő igealakokkal (voseo): vos cantás; vos cantarás; cantá vos; vos cantes ’te énekelsz; te énekelni fogsz; énekelj; hogy te énekelj’.
- Leísmo, vagyis a le, les névmás használata tárgyesetben a lo, la, los, las helyett: al ladrón le (=lo) llevaron a la cárcel ’a tolvajt börtönbe vitték’; a los niños les (=los) recogieron los vecinos ’a gyerekeket összeszedték a szomszédok’; a la madre le (=la) vimos llorando ’a mamát sírva láttuk’.
- Az alanyesetű személyes névmás használata a személytelen igealakok után kiemelés céljából: al venir (yo) ’amikor én jövök’ (szó szerint: ’jövetelkor én’).
- A szintetikus jövő időt az ir a + főnévi igenév körülírással szokták helyettesíteni: voy a salir (=saldré) ’ki fogok menni’.

### Spanyol-guarani keveréknyelv
A kötetlen beszédben a paraguayiak gyakran kevert nyelvet használnak. Ennek jellemzője többek között guarani szavak közbeiktatása a spanyol mondatokban, főleg egyes nyelvtani funkciók – pl. nyomatékosítás – kifejezésére, valamint a nyelvtani egyeztetés hiánya (pl. una camisa blanco ’egy fehér ing’ – a normatív spanyol una camisa blanca helyett).

## Külső hivatkozások
- Academia Paraguaya de la Lengua Española (Paraguayi Spanyol Nyelvi Akadémia)
- Asociación de Academias de la Lengua Española (Spanyol Nyelvi Akadémiák Egyesülete)
- Jergas de habla hispana – online spanyol nyelvjárási és szlengszótár